# Premis del New York Film Critics Circle
Els premis del New York Film Critics Circle (New York Film Critics Circle Awards) són els guardons que entrega el New York Film Critics Circle (NYFCC, el Cercle de Crítics de Cinema de Nova York), una associació fundada l'any 1935 de crítics de cinema de la premsa escrita. Són lliurats anualment i premien les millors pel·lícules de l'any, tot i que l'entitat atorga també premis individuals especials a persones i organitzacions que han fet contribucions significatives a l'art del cinema, com ara escriptors, directors, productors, crítics de cinema, restauradors de cinema, historiadors i organitzacions de serveis. Els premis NYFCC són els més antics atorgats pels crítics de cinema dels Estats Units i un dels més prestigiosos.

## Categories
- Millor pel·lícula
- Millor realitzador
- Millor actor
- Millor actriu
- Millor actor a un segon paper
- Millor actriu a un segon paper
- Millor primera pel·lícula
- Millor guió
- Millor fotografia
- Millor pel·lícula en llengua estrangera
- Millor pel·lícula documental
- Premi Especial